# Линия Нью-Лотс, Ай-ар-ти

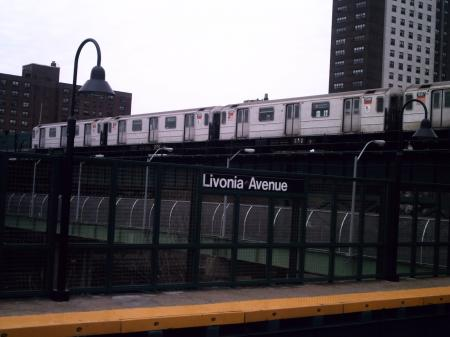
Мост над линией Канарси

Линия Нью-Лотс, Ай-ар-ти (линия Ливония-авеню) - линия Нью-Йоркского метро, эксплуатировавшаяся «Межрайонной Транспортной Компанией» (IRT) и ныне входящая в состав Дивизиона A. Линия обеспечивает проезд по Бруклину. Это единственная эстакадная линия IRT в Бруклине. Линия Нью-Лотс начинается восточнее станции Краун-Хайтс — Ютика-авеню в округе Краун-Хайтс и продолжается до станции Нью-Лотс-авеню в округе Нью-Лотс. Обслуживается маршрутами: 2 (часть рейсов в часы пик в пиковом направлении), 3 (круглосуточно, кроме ночи) и 4 (ночью, а также часть рейсов в часы пик в пиковом направлении).
На линии между двумя путями находится место для третьего пути. На каждой станции положены шпалы, но нет рельсов. Иногда это пространство занимают различные сигнальные комнаты. Центральный путь положен только на станции Джуниус-стрит. Затем он пересекает пути южного направления и идёт в депо Linden Shops. Это неэлектрифицированное соединение является одним из двух соединений метро с национальной железнодорожной сетью (депо Linden Shops соединяется с Лонг-Айлендской железной дорогой, а та уже с остальной сетью). Другое соединение находится на линии Уэст-Энд. Существуют планы по ремонту эстакады: обновление мезонинов и лестниц.

## История
Линия Нью-Лотс строилась как часть Двойных контрактов и была открыта 24 декабря 1920 года. 16 октября  1922 года линия была продлена до нынешней конечной станции Нью-Лотс-авеню. Нынешняя модель обслуживания линии стала действовать только с 1983 года, когда маршрут 2 стал ходить до станции Флатбуш-авеню — Бруклинский колледж, а маршрут 3 - до станции Нью-Лотс-авеню.

## Список станций
Проходящие по линии маршруты в зависимости от дня недели и времени суток
|                                       | Часы пик  | День (кроме часов пик) + вечер + выходные | Ночь |
| ------------------------------------- | --------- | ----------------------------------------- | ---- |
| Локальные пути                        | 2 · 3 · 4 | 3                                         | 4    |
| — в пиковом направлении, часть рейсов |           |                                           |      |

Станции на линии
| Условные обозначения |
| для дней и часов работы маршрутов (более точно указано во всплывающих подсказках при этих обозначениях): |
| --- |
| круглосуточно круглосуточно, кроме ночи круглосуточно, кроме будней днём (либо часов пик) в пиковом направлении в будни днём (и, возможно, вечером) в будни круглосуточно в часы пик в будни днём (либо в часы пик) в пиковом направлении в будни днём (либо в часы пик) в направлении, обратном пиковому в выходные ночью ночью и в выходные (и, возможно, вечером) нет движения поездов |

| 2 — часть рейсов в часы пик в пиковом направлении · 2 — часть рейсов в часы пик в пиковом направлении · 3 — круглосуточно, кроме ночи · 3 — круглосуточно, кроме ночи · 4 — круглосуточно · 4 — круглосуточно · 5 — часть рейсов в часы пик в пиковом направлении · 5 — часть рейсов в часы пик в пиковом направлении |
| \| \| \| \| \| \| |
| |
| |
| |

|  |
|  |
|  |

| L — круглосуточно · L — круглосуточно | Ливония-авеню |